# Mel Carnahan

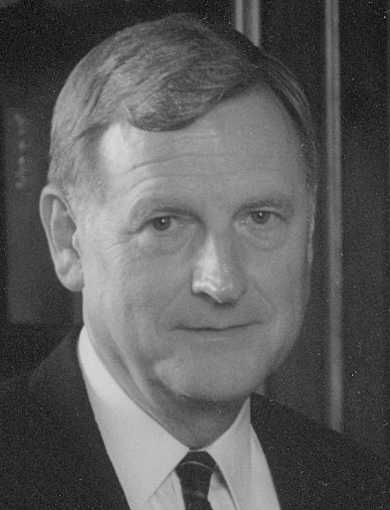
Mel Carnahan

Melvin Eugene „Mel“ Carnahan (* 11. Februar 1934 in Birch Tree, Missouri; † 16. Oktober 2000 nahe Hillsboro, Missouri) war ein US-amerikanischer Politiker der Demokratischen Partei. Von 1993 bis 2000 war er Gouverneur des Bundesstaates Missouri. Während seines Wahlkampfs um einen Sitz im Senat der Vereinigten Staaten wurde er Opfer eines Flugzeugabsturzes.

## Leben
Mel Carnahan war der Sohn von A. S. J. Carnahan, der acht Wahlperioden lang für Missouri im US-Repräsentantenhaus saß. Er wuchs in Rolla auf und erwarb 1954 einen Bachelor-Abschluss in Betriebswirtschaftslehre an der George Washington University. Anschließend trat er der Air Force bei, in der er während des Koreakrieges diente. Anschließend besuchte er die University of Missouri in Columbia. Nachdem er dort seinen juristischen Abschluss gemacht hatte, wurde er in Rolla 1960 zum städtischen Richter gewählt. Zwei Jahre später zog er als Abgeordneter in das Repräsentantenhaus von Missouri ein; nach seiner ersten Wiederwahl übernahm er dort die Funktion des Majority Leader der Demokraten. Er übte auch zahlreiche Ehrenämter aus, unter anderem als Präsident der städtischen Schulbehörde von Rolla und Vorsitzender des örtlichen Roten Kreuzes.
Im Jahr 1980 wurde Carnahan zum State Treasurer (Finanzminister) von Missouri gewählt; die Wahl zum Vizegouverneur seines Staates erfolgte 1988. Vier Jahre später gewann er gegen den Republikaner William L. Webster die Wahl zum Gouverneur von Missouri. Dieses Amt übte er bis zu seinem Tod bei einem Flugzeugabsturz am 16. Oktober 2000 aus. Bei dem Absturz kam auch sein Sohn Roger ums Leben; er war der Pilot der Unfallmaschine. Da zu diesem Zeitpunkt keine Änderung des Wahlzettels mehr möglich war, verblieb Carnahan als der demokratische Kandidat für die Senatswahl darauf und erhielt dann tatsächlich auch mehr Stimmen als der republikanische Amtsinhaber John Ashcroft. Daraufhin wurde seine Frau Jean zu seiner Nachfolgerin ernannt. Die folgende Wahl für die verbleibende Amtsperiode verlor sie jedoch gegen Jim Talent.
Zwei Kinder von Mel Carnahan wurden ebenfalls politisch tätig. Sein Sohn Russ war langjähriger Abgeordneter im Kongress, Tochter Robin fungierte als Secretary of State von Missouri.